# Jacques Renaud (cyclisme)
Pour l'écrivain québécois, voir Jacques Renaud. Pour les homonymes, voir Renaud.
Jacques Renaud, né le 13 décembre 1923 à Paris 10e et mort le 2 janvier 2020 à Allaire (Morbihan),, est un coureur cycliste français, professionnel de 1950 à 1955. Après sa carrière sur route, il poursuit sur piste, terminant notamment 3e des Six Jours de Cleveland avec Marcel Bareth en 1957.

## Biographie
Jacques Renaud fait ses premiers pas dans le monde du cyclisme à l'âge de 17 ans en tant qu'amateur.
Il entame sa carrière professionnelle en 1949. Durant sa carrière il participa à plusieurs tour de France et fut vainqueur de plusieurs étapes du Tour du Maroc.
Une fois à la retraite, il devint président du Redon OC.
Il obtint la médaille d’argent de la jeunesse et des sports en 2001.

## Palmarès

### Palmarès amateur
- 1948
  - Paris-L'Aigle
- 1949
  - 2e de Paris-Bléneau

### Palmarès professionnel
- 1951
  - 2e du Grand Prix du Pneumatique
  - 7e de Paris-Tours
- 1952
  - Tour de Dordogne
  - 3e étape du Grand Prix des vins de Gironde
  - 3e de Paris-Valenciennes
- 1953
  - 2e du Tour de Corrèze
  - 3e de Paris-Montceau-les-Mines
  - 3e du Tour du Loiret
  - 3e du Grand Prix Catox
  - 3e du Circuit de la Vallée d'Ossau
- 1954
  - 3e du Circuit des Deux Ponts
  - 6e du Bordeaux-Paris
  - 8e du Paris-Côte d'Azur

## Résultats sur les grands tours

### Tour de France
4 participations
- 1950 : hors délai (6e étape)
- 1951 : hors délai (2e étape)
- 1952 : 40e
- 1953 : 41e